# Caudatario

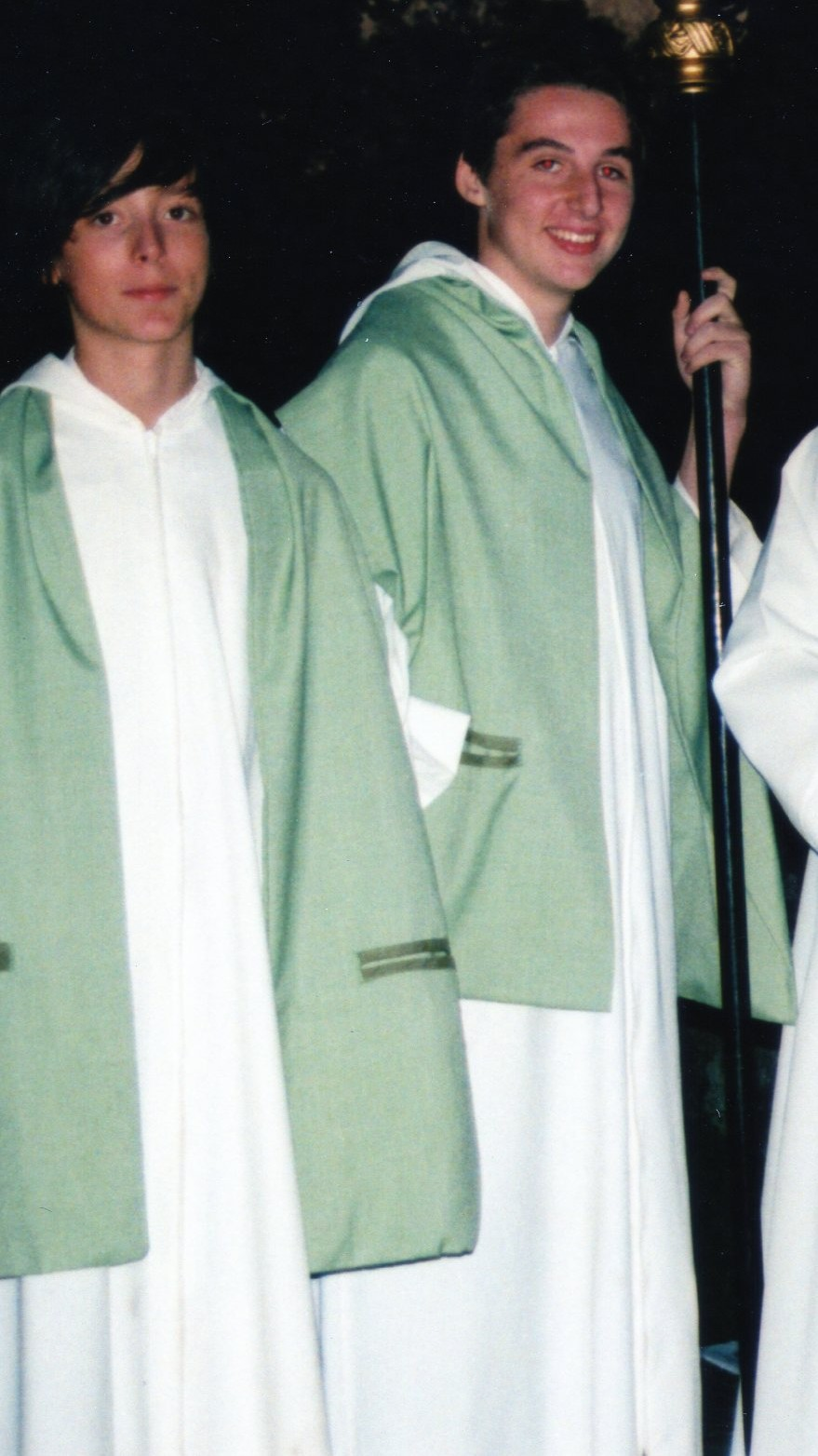
Caudatari che indossano una vimpa con le "tasche" per inserire le mani quando tengono il pastorale o la mitria.

Il caudatario (dal latino cauda, "coda") era il chierico incaricato di sorreggere lo strascico degli abiti dei prelati nelle funzioni solenni della Chiesa di rito latino. In particolare, reggeva lo strascico della cappa magna e la coda dell'abito talare dei vescovi e dei cardinali, che veniva lasciata cadere solo durante la celebrazione della Messa. Oggigiorno il caudatario è colui che, indossata la vimpa, sorregge la mitra e il pastorale durante la messa officiata da un vescovo, quando quest'ultimi non vengono utilizzati.
Il caudatario del papa era il primo cappellano segreto de numero, e vestiva come gli altri cappellani (cioè in mantellone, o in crocia alla cappella papale). La coda della falda era però sostenuta da due camerieri segreti, mentre la coda del mantum dal principe assistente al Soglio.
Il caudatario dei cardinali indossava una veste talare di seta o di lana viola con bottoni e rifiniture nere, e sopra di essa una specifica crocia, cioè un abito lungo viola a larghe maniche, quando il Cardinale era in abiti rossi. Quando il Cardinale era in abiti viola, nei tempi di penitenza, indossava il ferraiolo di seta nero sulla veste. Indossava la cotta quando il cardinale assume i sacri paramenti.
Il caudatario dei vescovi indossava una veste talare di lana viola con bottoni e rifiniture nere, e sopra di essa il ferraiolo di seta nero. Indossava la cotta sulla veste viola quando il vescovo assumeva i paramenti.